# Oncidium angustisegmentum
Oncidium angustisegmentum är en orkidéart som beskrevs av David Edward Bennett och Eric Alston Christenson. Oncidium angustisegmentum ingår i släktet Oncidium och familjen orkidéer. Inga underarter finns listade i Catalogue of Life.